# Murray Raney
Murray Raney (né le 14 octobre 1885 à Carrollton dans le Kentucky, mort le 3 mars 1966) est un ingénieur américain. Il est principalement connu pour avoir développé un catalyseur à base de nickel, connu sous le nom de nickel de Raney, très utilisé à la fois en laboratoire et dans l'industrie pour l'hydrogénation de liaisons covalentes multiples dans les molécules organiques.

## Biographie
Murray Raney est né à Carrollton dans le Kentucky. Il est le fils de William Wallace et Katherine Raney. Bien que n'ayant jamais fréquenté le lycée , il obtient son bachelor en ingénierie mécanique à l'Université du Kentucky en 1909. Il est ensuite recruté comme enseignant par l'Eastern Kentucky State Normal College, où il est également chargé du chauffage et du système d'éclairage, jusqu'en 1910.
De 1910 à 1911, il travaille dans l'industrie papetière pour la société Fort Orange Paper Company à Castleton-on-Hudson, dans l'État de New York. En 1911, il déménage pour Springfield, dans Illinois, où il travaille dans le domaine de la fabrication de machines à vapeur pour la société A. L. Ide Engine Company jusqu'en 1913. Cette même année, il déménage de nouveau pour s'installer de manière définitive à Chattanooga, dans le Tennessee, où il travaille pour la société Chattanooga Railway, Light & Power Co.
En 1915, il est recruté par la société Lookout Oil & Refining Company comme manager assistant dans le domaine de la production d'hydrogène utilisé pour l'hydrogénation des huiles végétales. C'est à cette période qu'il commence à travailler au développement de ce qui deviendra les catalyseurs de Raney. Il quitte Lookout Oil en 1925 pour occuper un poste de manager commercial au sein de Gilman Paint and Varnish Co, avant de devenir président de cette société. En 1950, il quitte Gilman Paint pour fonder la société Raney Catalyst Company. Il consacre alors tout son temps à la fabrication de ses catalyseurs. Son entreprise est rachetée en 1963 par la société W. R. Grace and Company qui fabrique toujours du nickel de Raney de nos jours.
Murray Raney a été marié deux fois, une première le 12 juin 1920 avec Katherine Elizabeth Macrae (morte le 13 juin 1935) avec qui il a eu une fille, et une seconde le 31 mars 1939 avec Laura Ogden McClellan (morte le 13 avril 1953). Il a reçu un doctorat honorifique en sciences en 1951. Il a été membre de l'American Chemical Society et de l'American Oil Chemists Society. Il a déposé un total de six brevets américains et de cinq brevets européens à la suite du développement de ses catalyseurs et des procédés nécessaires à leur fabrication.

## Développement du nickel de Raney
voir l'article détaillé Nickel de Raney.

## Prix Murray Raney
En 1992, l'Organic Reactions Catalysis Society (ORCS) a créé le Prix Murray Raney pour récompenser des contributions dans le domaine de l'utilisation de catalyseurs de type éponges métalliques en synthèse organique. Ce prix est décerné tous les deux ans au cours du congrès de l'ORCS. Les lauréats sont :
- 1992 – Stewart Montgomery
- 1994 – Pierre Fouilloux
- 1996 – Mark Wainwright
- 1998 – Anatoly Fasman
- 2000 – Jozsef Petró
- 2002 – Akira Tai
- 2004 – Jean Lessard
- 2006 – Isamu Yamauchi